# Eddie Irvine
Edmund (Eddie) Irvine (Newtownards, 10. studenog 1965.), sjevernoirski vozač automobilističkih utrka, bivši vozač u svjetskom prventvu Formule 1.
Njegova najuspješnija sezona bila je 1999. kada je pobijedio u četiri utrke.
9. siječnja 2014. Irvine je proglašen krivim zbog nanošenja tjelesnih ozljeda nakon tučnjave u noćnom klubu u Milanu, te je osuđen na šest mjeseci zatvora.